# Atomic Playboys
Gli Atomic Playboys, conosciuti anche come Steve Stevens' Atomic Playboys, furono un gruppo pop metal di breve vita fondato nel 1988 dal chitarrista di Billy Idol Steve Stevens.

## Storia degli Atomic Playboys
Dopo aver ottenuto una certa notorietà come chitarrista di Billy Idol, Steve Stevens abbandona la formazione del cantante verso i metà anni ottanta per dedicarsi ad altri progetti. Sono molteplici i contributi del chitarrista. Ancora prima di abbandonare la band di Idol, il produttore Vini Poncia lo fece partecipare al disco Let Me Rock You (1982) dell'ex batterista dei Kiss Peter Criss.
Stevens contribuì anche alle registrazioni del disco solista del frontman dei The Cars Ric Ocasek, alla colonna sonora di Top Gun con Harald Faltermeyer e alla pop band Thompson Twins. Inoltre Stevens partecipò al brano "Dirty Diana" di Michael Jackson.
Nel 1988 Stevens decise di fondare una propria band, gli Atomic Playboys. La formazione venne composta dall'ex cantante dei Warrior e Rough Cutt Parramore McCarty, l'ex batterista dei Scandal Thommy Price che, assieme al tastierista Phil Ashley, aveva già suonato con Stevens nella band di Billy Idol. Ashley aveva inoltre già collaborato con noti artisti come Tina Turner, Mick Jagger, Cher e Joe Satriani, Ad unirsi alla formazione come bassista fu Bruce Turgon futuro bassista dei Foreigner e Lou Gramm.
L'anno successivo, una volta ottenuto un contratto discografico con la Warner Bros., pubblicano il debutto, l'omonimo Atomic Playboys. Oltre a contenere la reinterpretazione dei Sweet "Action", il disco presentava la traccia "Desperate Heart" scritta in collaborazione con la cantante Fiona. La copertina del disco venne disegnata dal pittore H.R. Giger. 
Il disco venne ben accolto dalla critica, ma all'interno della formazione sorsero dei contrasti. Infatti McCarty decise di abbandonare il progetto, che venne conseguentemente sciolto nello stesso anno.
Stevens poi entrerà per un breve periodo nella formazione dell'ex Mötley Crüe Vince Neil dopo aver collaborato brevemente anche con l'ex cantante degli Hanoi Rocks Michael Monroe.
Dopo vari progetti e dischi solisti, Stevens tornerà nella band di Billy Idol.

## Formazione
- Parramore McCarty - voce
- Steve Stevens - chitarra
- Bruce Turgon - basso
- Thommy Price - batteria
- Phil Ashley - tastiere

## Discografia
- 1989 - Atomic Playboys